# Prix Charjah pour la créativité arabe

Prix Charjah pour la créativité arabe.

Le prix Charjah pour la créativité arabe (Sharjah Award for Arab Creativity, SAAC) est un prix littéraire décerné aux Émirats arabes unis depuis 1996.

## Description
Il est organisé par le Département de la culture et de l'information de Charjah. Ce prix est destiné aux Arabes âgés de dix-huit à quarante ans. Il vise à dénicher de nouveaux talents dans six domaines de l'écriture : la nouvelle, le roman, la poésie, la jeunesse, le théâtre et la critique littéraire.

## Prix
Les gagnants reçoivent la somme d'argent de 6 000 $ pour le premier, 4 000 $ pour le deuxième et 3 000 $ pour le troisième. Leur travail est également publié et présenté à la Foire internationale du livre de Sharjah. Les gagnants sont invités à un atelier à Charjah où ils peuvent en apprendre davantage sur la culture et l'écriture.